# Аладдин. Волшебные шахматы
«Аладдин: Волшебные шахматы» (англ. Aladdin's Chess Adventures) — шахматная компьютерная игра, разработанная «Red Mile Entertainment» по мотивам мультфильма «Аладдин».

## Геймплей
Игра представляет собой самоучитель по игре для начинающих, так и сборник игр для опытных игроков — геймплей предусматривает возможность играть с компьютером или другим игроком. Игра ориентирована на младший школьный возраст, поэтому красочно оформлена и объединена сюжетом, который можно пройти в режиме «Приключения». 
Игрок также может выбрать просто шахматную партию. В игре работают функции «Подсказка» и «Совет» — в первом случае компьютер покажет, куда нужно идти фигурой, а во втором — объяснит, почему именно такой ход нужно сделать. В игре представлены 95 шахматных задач разного уровня сложности. По мере прохождения игрок также может собрать 20 магических артефактов, которые дают различные преимущества во время партии. Сюжет приключения состоит из 8 глав, действие которых происходит в 4 игровых мирах — это более 40 игровых локаций: 
1. Приключения начинаются
2. Осколки самоцвета
3. Пещера Чудес
4. Лекарство для Раджи
5. Султан в опасности
6. Дракон Шен-Лунг
7. Волшебная лампа
8. Битва с Джафаром

## Российское издание
В России игру на 2-х CD выпускала компания «Новый диск» в двух форматах в кипкейсе и сидибоксе; игру озвучили актёры, работавшие над русской версией фильма, в роли рассказчика — народный артист СССР Лев Дуров.

## Системные требования
- Система: Microsoft® Windows® 98/2000/XP
- Процессор: Pentium® III 800 МГц
- Память: 256 Мб ОЗУ
- Видеокарта: видеоадаптер уровня GeForce 2 MX, ATI Radeon 7500, 32 Мб
- Аудио-карта: звуковая карта 16 бит
- Жесткий диск: 660 Мб

## Отзывы
Пользовательская оценка игры на портале «StopGame.ru» — 7.0 из 10.